# Cantone di Saint-Joseph
Il cantone di Saint-Joseph è una divisione amministrativa situato nel dipartimento e regione della Martinica.

## Comuni
- Saint-Joseph